# 短鰭兵魴鮄
短鰭兵魴鮄為輻鰭魚綱鮋形目牛尾魚亞目角魚科的其中一種，分布於西大西洋區，從美國北卡羅來納州至烏拉圭海域，棲息深度35-200公尺，體長可達10公分，為底棲性魚類，棲地從海灣至大陸坡。

## 擴展閱讀
維基物種上的相關：短鰭兵魴鮄